# Vaccinium brachycladum
Vaccinium brachycladum är en ljungväxtart som beskrevs av Herman Otto Sleumer. Vaccinium brachycladum ingår i Blåbärssläktet, och familjen ljungväxter. Inga underarter finns listade i Catalogue of Life.